# Maja Kezele
Maja Kezele (* 31. Juli 1979 in Rijeka) ist eine ehemalige kroatische Skilangläuferin. 

## Werdegang
Kezele, die für den HNK Goranin Delnice startete, lief im Januar 2001 in Abtenau ihr erstes Rennen im Continental-Cup, welches sie auf dem 48. Platz über 5 km Freistil beendete. Im folgenden Jahr kam sie bei den Olympischen Winterspielen in Salt Lake City auf den 55. Platz über 10 km klassisch und auf den 54. Rang im Sprint. In der Saison 2002/03 belegte sie bei der Winter-Universiade 2003 in Tarvisio den 47. Platz über 5 km klassisch, den 20. Rang im 15-km-Massenstartrennen sowie den 19. Platz im Sprint und bei den nordischen Skiweltmeisterschaften 2003 im Val di Fiemme den 59. Platz in der Doppelverfolgung, den 57. Rang über 10 km klassisch sowie den 45. Platz im Sprint. In der Saison 2004/05 errang sie bei der Winter-Universiade 2005 in Seefeld in Tirol den 41. Platz im Sprint, den 40. Platz über 5 km Freistil sowie den 16. Platz mit der Staffel und bei den nordischen Skiweltmeisterschaften 2005 in Oberstdorf den 61. Platz im Sprint. Zu Beginn  ihrer letzten aktiven Saison 2005/06 absolvierte sie in Düsseldorf ihr  erstes von insgesamt vier Weltcuprennen, welches sie auf dem 55. Platz im Sprint beendete. In Nové Město erreichte sie mit dem 50. Platz im Sprint ihr bestes Einzelergebnis im Weltcup. Beim Saisonhöhepunkt, den Olympischen Winterspielen 2006 in Turin, kam sie auf den 66. Platz über 10 km klassisch, auf den 64. Rang in der Doppelverfolgung und auf den 58. Platz im Sprint.

## Teilnahmen an Weltmeisterschaften und Olympischen Winterspielen

### Olympische Spiele
- 2002 Salt Lake City: 54. Platz 15 km Freistil Massenstart, 55. Platz 10 km klassisch, 64. Platz 10 km Doppelverfolgung
- 2006 Turin: 58. Platz Sprint Freistil, 64. Platz 15 km Doppelverfolgung, 66. Platz 10 km klassisch

### Nordische Skiweltmeisterschaften
- 2003 Val di Fiemme: 45. Platz Sprint Freistil, 57. Platz 10 km klassisch, 59. Platz 10 km Doppelverfolgung
- 2005 Oberstdorf: 61. Platz Sprint klassisch